# Марія Гулачі
Марія Гулачі (угор. Gulácsy Mária; нар. 27 квітня 1941 року, Берегове, Угорщина — пом. 14 квітня 2015, Будапешт, Угорщина) — угорська фехтувальниця (рапіра), срібний призер літніх Олімпійських ігор в Мехіко (1968).

## Життєпис
Виросла в Будапешті, куди її родина переїхала після того як місто Берегове по завершенні Другої світової війни увійшло до складу СРСР. Почала займатися фехтуванням у 1957 році. Входила до складу збірної Угорщини (1962-1968 роки).
У складі національної збірної рапіристок стала срібним призером командних змагань на літніх Олімпійських іграх у Мехіко (1968 рік). Також ставала дворазовою чемпіонкою світу (1962 і 1967) та срібним призером світової першості (1966) в командній рапірі.
Після завершення спортивної кар'єри в 1972 році й до виходу на пенсію в 1996 році працювала викладачем угорської мови в одній зі шкіл Будапешта.